# Burzi Alex
Burzi Alex (2002. március 14. –) magyar utánpótlás-válogatott labdarúgó. Az FC Hatvan játékosa.

## Válogatottban
| #  | Dátum             | Ellenfél   | Eredmény | Kiírás              | Esemény |
| -- | ----------------- | ---------- | -------- | ------------------- | ------- |
| 1. | 2018. február 27. | Írország   | 3–2      | Barátságos mérkőzés | 41'     |
| 2. | 2018. március 3.  | Írország   | 4–0      | Barátságos mérkőzés | 51' 59' |
| 3. | 2018. április 3.  | Montenegró | 2–1      | Barátságos mérkőzés | 54'     |
| 4. | 2018. április 5.  | Montenegró | 2–1      | Barátságos mérkőzés | 59'     |

| #  | Dátum                | Ellenfél     | Eredmény | Kiírás              | Esemény |
| -- | -------------------- | ------------ | -------- | ------------------- | ------- |
| 1. | 2018. augusztus 3.   | Horvátország | 0–2      | Telki-kupa          | 72'     |
| 2. | 2018. szeptember 9.  | Norvégia     | 4–0      | Barátságos mérkőzés | 46'     |
| 3. | 2018. szeptember 11. | Románia      | 2–2      | Nemzetközi torna    | 73'     |